# Lasiodora isabellina
Lasiodora isabellina är en spindelart som först beskrevs av Anton Ausserer 1871.  Lasiodora isabellina ingår i släktet Lasiodora och familjen fågelspindlar. Inga underarter finns listade i Catalogue of Life.